# Самборско-Дрогобычская епархия УГКЦ
Самборско-Дрогобычская епархия (лат. Eparchia Samboriensis-Drohobychiensis, укр. Самбірсько-Дрогобицька єпархія) — епархия  в составе Львовской архиепархии-митрополии Украинской греко-католической церкви на Украине. В настоящее время епархией управляет епископ Ярослав Прыриз. Почётный епископ — Юлиан Вороновский.
Клир епархии включает 286 священников (274 епархиальных и 12 монашествующих священников), 2 диакона, 12 монахов, 29 монахинь.
Адрес епархии: Украина, Львовская область, Дрогобыч, улица Трускавецкая, 2.

## Территория
В юрисдикцию епархии входит 518 приходов в районах на юго-западе Львовской области Украины. Все приходы входят в состав  20 деканатов: Бориславского, Высоцкого, Добромильского, Дрогобычского, Дублянского, Лишнянского, Меденицкого, Мокрянского, Мостицкого, Пидбуского, Рудковского, Самборского, Сколевского, Славского, Старосамборского, Судововишнянского, Трускавецкого, Турковского, Тухолькивского и Хиривского.
Кафедра епископа находится в городе Дрогобыч в церкви Пресвятой Троицы. В городе Самбор находится сокафедральный Собор Покрова Пресвятой Богородицы.

## История
Самборско-Дрогобычская епархия была основана 12 июля 1993 года кардиналом Мирославом Иоанном Любачивским, верховным архиепископом Львовским  по решению Синода Епископов Украинской греко-католической церкви от 16-31 мая 1992 года.
Епархия является преемницей древней Самборской епархии, летописные упоминания о которой датируются XIII веком. С XV века она называлась Перемышльско-Самборской епархией, а в XVII веке Перемышльско-Самборско-Сяноцкой.
После изменения государственных границ в 40-х годах XX века, территория нынешней епархии оказалась в составе СССР. Тогда же советское правительство упразднило Украинскую греко-католическую церковь, насильственно введя её структуры в состав Русской Православной Церкви. До восстановления Украинской греко-католической церкви в 90-х годах XX века духовенство и верующие греко-католики действовали на территории СССР нелегально.
Первым епископом новой кафедры стал ректор Львовской духовной семинарии и епископ-помощник Львовской архиепархии Юлиан (Вороновский)2 марта 2006 года в епископстве назначен первый епископ-помощник, им стал Ярослав (Прыриз). Уже 21 апреля 2011 Владыка Ярослав возведен в ранг епископа-коадъютора.27 октября 2011 года епископ Юлиан (Вороновский) ушел на покой и стал епископом-эмеритом.В 2013 году Владыка Юлиан умер.С 24 декабря 2011 года на кафедре Ярослав (Прыриз)
29 августа 2005 года епархия вошла в состав Киевской митрополии, но 21 ноября 2011 года вернулась в состав митрополии Львовской.

## Ординарии епархии
- епископ Юлиан Вороновский (30.03.1994 — 27.10.2011) — студит;
- епископ Ярослав Прыриз (с 27 октября 2011 года — по настоящее время) — редемпторист.

### Епископы-помощники
- Ярослав (Прыриз) 2 марта 2006 по 27 октября 2011, с 21 апреля 2010 епископ-коадъютор
- Григорий (Комар) 22 августа 2014 по 7 марта 2025[4]

## Статистика
На конец 2010 года из 598 900 человек, проживающих на территории епархии, католиками являлись 398 485 человек, что соответствует 66,5% от общего числа населения епархии.
| год  | население | население | население | священники | священники        | священники         | священники                           | постоянные диаконы | монахи  | монахи  | приходы |
| год  | католики  | всего     | %         | всего      | белое духовенство | черное духовенство | число католиков на одного священника | постоянные диаконы | мужчины | женщины | приходы |
| ---- | --------- | --------- | --------- | ---------- | ----------------- | ------------------ | ------------------------------------ | ------------------ | ------- | ------- | ------- |
| 1999 | 408.489   | 618.056   | 66,1      | 212        | 206               | 6                  | 1.926                                |                    | 14      | 29      | 500     |
| 2000 | 407.818   | 616.856   | 66,1      | 219        | 213               | 6                  | 1.862                                |                    | 6       | 29      | 500     |
| 2001 | 406.708   | 615.843   | 66,0      | 224        | 217               | 7                  | 1.815                                |                    | 7       | 29      | 500     |
| 2002 | 405.775   | 614.643   | 66,0      | 228        | 222               | 6                  | 1.779                                |                    | 6       | 29      | 500     |
| 2003 | 404.363   | 611.122   | 66,2      | 238        | 231               | 7                  | 1.699                                |                    | 7       | 29      | 500     |
| 2004 | 403.248   | 609.359   | 66,2      | 245        | 239               | 6                  | 1.645                                |                    | 6       | 29      | 500     |
| 2009 | 398.885   | 601.873   | 66,3      | 286        | 276               | 10                 | 1.394                                | 2                  | 10      | 29      | 518     |
| 2010 | 398.485   | 598.900   | 66,5      | 286        | 274               | 12                 | 1.393                                | 2                  | 12      | 29      | 518     |